# Солнечное затмение 22 июля 2028 года
Солнечное затмение 22 июля 2028 года — солнечное затмение 146 сароса, полную фазу которого можно будет увидеть в Австралии и Новой Зеландии.
Максимальная фаза затмения составит 1.056 и достигнет своего максимума в 2:56:40 UTC. Максимальная длительность полной фазы — 5 минут и 10 секунд, а лунная тень на земной поверхности достигнет ширины 230 км. Следующее затмение данного сароса произойдёт 2 августа 2046 года.
Предыдущее солнечное затмение произойдёт 26 января 2028 года, а следующее — 14 января 2029 года.